# Голый король (шахматы)
В шахматах и шахматных вариантах голый король (или одинокий король) — игровая позиция, в которой у одного игрока остаётся только король (то есть все остальные фигуры игрока захвачены).

## История

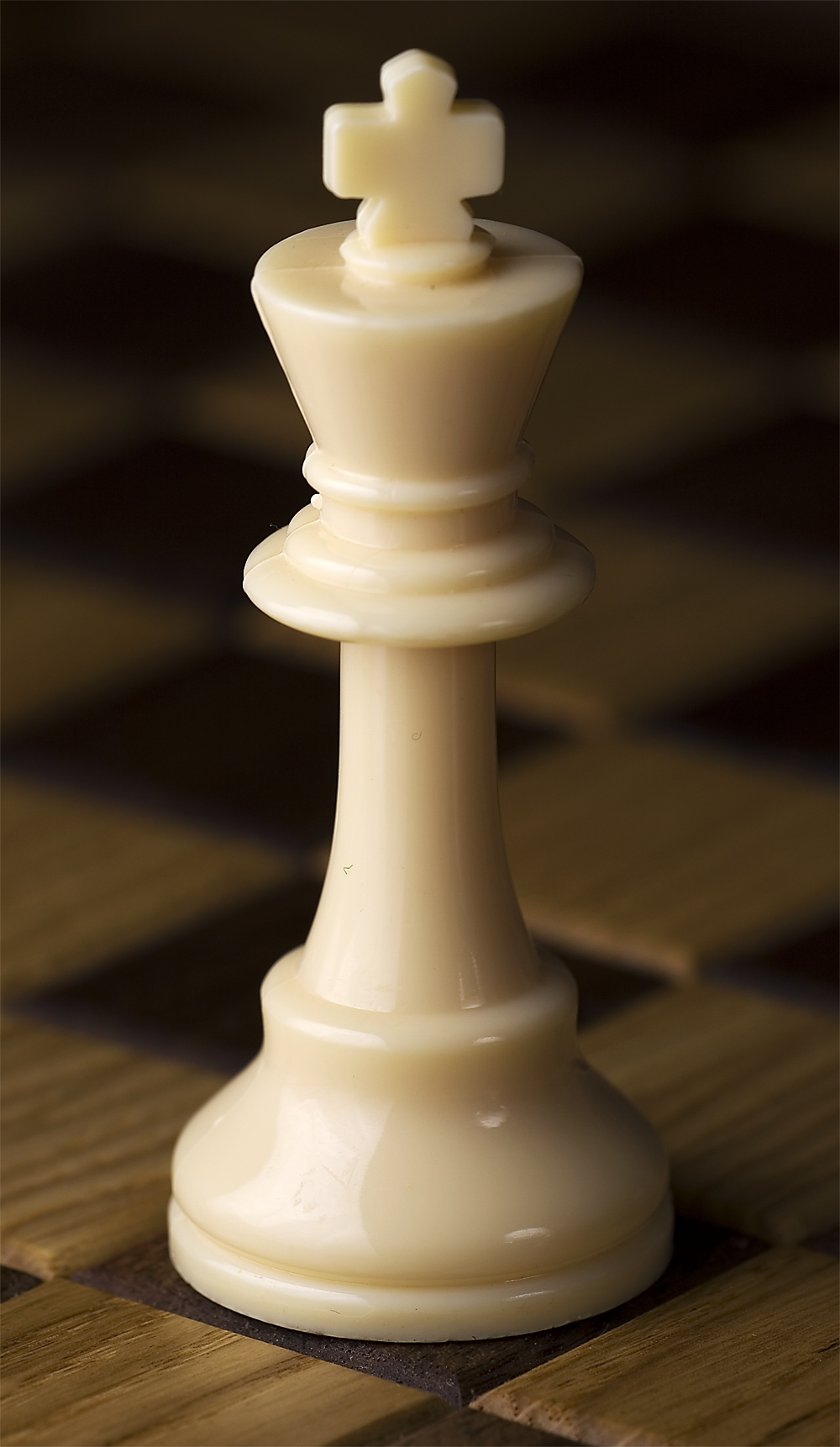
Белый король

В некоторых старых версиях шахмат, таких как «голые шахматы» и шатрандж, оставить противника с голым королём было одним из способов выиграть игру (см. Мат). Относительная слабость фигур в шатрандже могла сделать эту форму победы желанной. Возможное исключение из правила голого короля заключалось в том, что король сразу после обнажения мог отбить, оставив противника также с голым королём. Эта ситуация, называемая «победой Медины», часто считалась ничьей.

## Современность
По современным правилам игрок с голым королём автоматически не проигрывает и может продолжать игру. Однако голый король никогда не может дать шах и, следовательно, никогда не может поставить мат или выиграть игру. Голый король в некоторых ситуациях может сыграть на ничью, например, при пате или если противник голого короля превышает лимит времени. Если у обоих игроков остаётся голый король, игра немедленно заканчивается вничью. Точно так же, если у одного игрока есть только король и либо слон, либо конь, а у противника голый король, игра немедленно заканчивается вничью.